# Hymenaea martiana
Hymenaea martiana är en ärtväxtart som beskrevs av Friedrich Gottlob Hayne. Hymenaea martiana ingår i släktet Hymenaea och familjen ärtväxter. Inga underarter finns listade i Catalogue of Life.